# Poroscopía

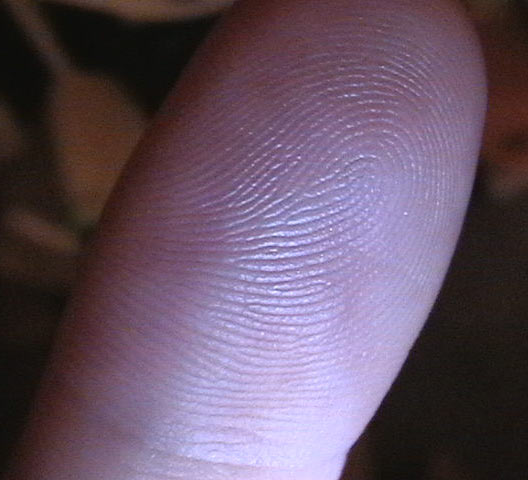
Imagen de las crestas papilares de un dedo pulgar que al hacer contacto con una superficie, pueden dejar la impresión de una huella digital.

Se denomina poroscopía a una técnica que centra su objeto en la densidad de los poros de la piel de los dedos, donde se ubican las  glándulas sudoríparas. Este método se emplea en el estudio de huellas digitales, con el objetivo de obtener información que permita identificar a un individuo.

## Características
Se trata de una ciencia auxiliar de la papiloscopía, dado que participa en una de las etapas del proceso que se lleva a cabo para la identificación de una persona, a través del estudio de las crestas papilares de los poros.

## Método
Edmond Locard hizo público en 1912 el método de estudio en poroscopía para identificar a seres humanos basándose en las crestas papilares. En sus comienzos el método no fue aplicado, pues se estimaron las interferencias que ocurren en el análisis como son los cambios en la forma de los poros debido al contacto con fibras o papel.